# 奈良県総務部
奈良県総務部（ならけんそうむぶ）は、奈良県に置かれている知事直轄の部局である。

## 概要
県の仕事全体のとりまとめ、法令・予算・税務・行財政改革、人事、市町村との連携、県南部東部の振興などを行っている。

## 組織
- 企画調整室
- 行政・人材マネジメント課
  - 行政マネジメント係
  - 人材マネジメント係
- 人事課
  - 総務・給与係
  - 人事係
- 総務厚生センター
  - 総務事務・旅費係
  - 給与・服務係
  - 共済組合係
  - 福利厚生係
  - 健康管理係
- 財政課
  - 企画調整係
知事公室、総務部、会計局、人事委、監査委、議会の予算に関すること。食と農の振興部の予算に関すること。警察本部の予算に関すること。県議会に関すること。課の庶務に関すること。監査委員に関すること
  - 予算第一係
産業・観光・雇用振興部、観光局の予算に関すること。県土マネジメント部、地域デザイン推進局の予算に関すること。労働委員会の予算に関すること。水道局の予算に関すること
  - 予算第二係
文化・教育・くらし創造部、こども・女性局の予算に関すること。教育委員会の予算に関すること。新地方公会計制度に関すること
  - 予算第三係
福祉医療部、医療・介護保険局、医療政策局の予算に関すること。水循環・森林・景観環境部の予算に関すること。財政状況の公表に関すること
  - 歳入・資金運用係
- 税務課
  - 税制企画係
  - 管理係
  - 徴収対策係
  - 課税係
- 管財課
  - 管理係
  - 施設係
- ファシリティマネジメント室
  - 財産係
  - ファシリティマネジメント係
- ICT推進課
  - 地域情報化推進係
  - 最適化推進係
  - ネットワーク係
  - 共通基盤運用係